# Euro Memories... Do Not Open Tour
Euro Memories... Do Not Open Tour será la segunda gira de conciertos del dúo estadounidense de música electrónica The Chainsmokers. La gira es considerada como una segunda parte de la suya anterior de nombre Memories Do Not Open Tour la cual se compuso de 71 fechas alrededor del mundo durante el 2017. Doce de esas 71 fechas fueron en Europa y de esas doce, once fueron actuaciones en festivales de menos duración. Por dicho motivo, esta nueva gira se realizará exclusivamente en Europa tal y como su nombre dicta. Euro Memories comenzará el 10 de febrero de 2018 en Viena y finalizará un mes después, el 10 de marzo en Copenhague.

## Antecedentes
El 30 de enero de 2017, el dúo anunció que lanzaría su álbum debut, acompañado por una gira en estadios cubiertos. Kiiara y Emily Warren fueron anunciadas como actos de apertura. Se anunció en Instagram que estarían tomando un fan de nombre Ann Tony, (un estudiante de Berklee College of Music) con ellos en la gira porque estaban impresionados con su cover a piano de su canción "París".
Un mes antes de finalizar dicha gira, más concretamente el 25 de septiembre de 2017, el dúo anunció en sus redes sociales una gira íntegra por Europa bajo el nombre de Euro Memories... Do Not Open Tour. La preventa de entradas para sus espectáculos estuvieron disponibles a partir del 27 de septiembre mientras que las entradas de venta general estuvieron disponible dos días después.
El 30 de octubre de 2017 publicaron un vídeo en forma de tráiler de esta nueva gira.

## Nuevo Contenido
El 29 de diciembre de 2017, The Chainsmokers publicó en sus redes sociales el cartel oficial de la gira europea junto al siguiente mensaje: "solo queda un mes para que comience nuestra gira más grande en Europa junto a nueva música en un nuevo espectáculo": Tras este comentario, comenzaron a surgir rumores sobre nueva música a ser estrenada en la gira. Estas canciones completarían un hipotético segundo álbum de estudio a ser estrenado a mediados de 2018.

## Fechas
| Fecha                 | Ciudad     | País            | Recinto                   |
| --------------------- | ---------- | --------------- | ------------------------- |
| 10 de febrero de 2018 | Viena      | Austria         | Marx Halle                |
| 11 de febrero de 2018 | Praga      | República Checa | The Sport Arena           |
| 14 de febrero de 2018 | Londres    | Inglaterra      | Alexandra Palace          |
| 17 de febrero de 2018 | Ámsterdam  | Países Bajos    | Ziggo Dome                |
| 20 de febrero de 2018 | París      | Francia         | Zenith de Paris           |
| 22 de febrero de 2018 | Amberes    | Bélgica         | Lotto Arena               |
| 24 de febrero de 2018 | Lyon       | Francia         | Halle Tony Garnier        |
| 25 de febrero de 2018 | Düsseldorf | Alemania        | Mitsubishi Electric Halle |
| 26 de febrero de 2018 | Zúrich     | Suiza           | Samsung Hall              |
| 1 de marzo de 2018    | Múnich     | Alemania        | Zenith                    |
| 2 de marzo de 2018    | Haus       | Austria         | Hauser Kaibling           |
| 3 de marzo de 2018    | Bolonia    | Italia          | Unipol Arena              |
| 5 de marzo de 2018    | Berlín     | Alemania        | Max-Schmeling Halle       |
| 8 de marzo de 2018    | Oslo       | Noruega         | Telenor Arena             |
| 9 de marzo de 2018    | Estocolmo  | Suecia          | Tele2 Arena               |
| 10 de marzo de 2018   | Copenhague | Dinamarca       | Royal Arena               |